# Cinecittà

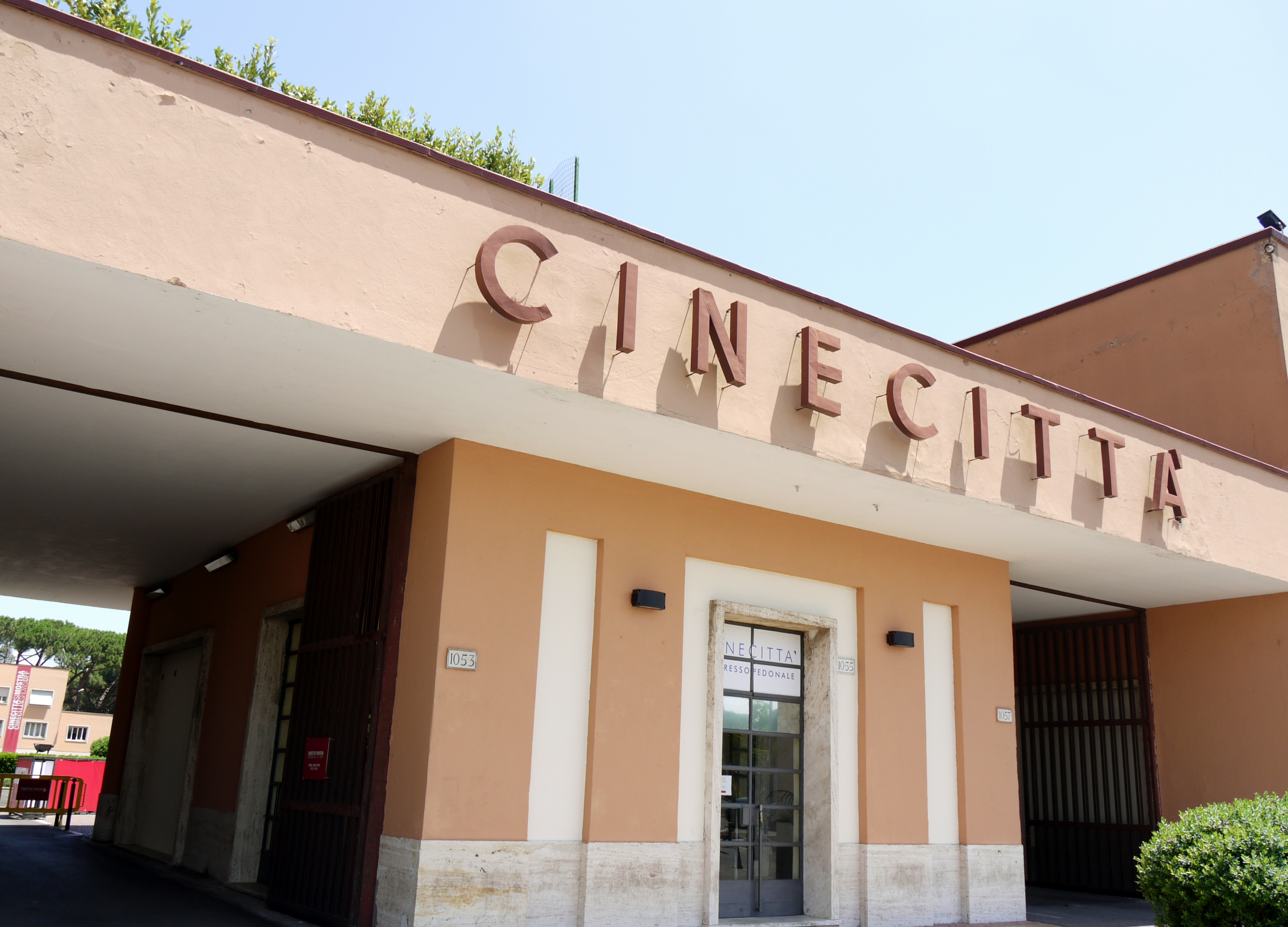
Brána areálu

Cinecittà (doslova Filmové město) je filmové studio ležící na via Tuscolana na jihovýchodním okraji Říma. Nachází se v něm dvacet dva hal sloužících k natáčení i postprodukci, zaujímá rozlohu čtyřiceti hektarů a je střediskem italské kinematografie, vznikly v něm více než tři tisíce filmů (z toho 47 získalo Oscara) a televizních pořadů.
Cinecittà byla založena v roce 1937 jako propagandistický nástroj fašistického režimu, v tomto duchu ji také vedl první ředitel Luigi Freddi. Ateliéry byly vážně poškozeny bombardováním za druhé světové války, později sloužil areál k ubytování válečných uprchlíků. Rozvoj nastal v padesátých letech, kdy zde nejen natáčeli přední italští režiséři jako Federico Fellini nebo Luchino Visconti, ale studio začaly využívat i americké produkce pro velkofilmy jako Quo vadis? (1951), Ben Hur (1959) nebo Kleopatra (1963). Cinecittà proto získala přezdívku Hollywood nad Tiberou. Od šedesátých letech převládly filmy žánrů peplum a spaghetti western, ateliéry také začaly v rostoucí míře sloužit televizní produkci. Úpadek italského filmu vedl ke ztrátovosti studia, v roce 1997 byla Cinecittà privatizována. Z významných počinů, které zde vznikly v 21. století, lze uvést film Gangy New Yorku nebo koprodukční televizní historický seriál Řím. V srpnu 2007 poškodil část komplexu velký požár. V roce 2012 proběhly protesty filmařů proti záměru vlastníka utlumit filmovou výrobu ve prospěch komerčně slibnějších projektů.
V roce 2014 byla nevyužívaná část ateliérů přebudována na zábavní tematický park Cinecittà World. Pro návštěvníky areálu je určena stejnojmenná stanice na lince A římského metra.